# Nikołaj Bogolubow
Nikołaj Nikołajewicz Bogolubow, ros. Николай Николаевич Боголюбов (ur. 8 sierpnia?/21 sierpnia 1909 w Niżnym Nowogrodzie, zm. 13 lutego 1992 w Moskwie) – radziecki matematyk i fizyk teoretyczny.

## Życiorys
W latach 40. i 50. XX wieku zajmował się teorią nadciekłości i nadprzewodnictwa. Później obszar jego zainteresowań stanowiła kwantowa teoria pola.
Od roku 1956 do 1965 kierował Laboratorium Fizyki Teoretycznej w Zjednoczonym Instytucie Badań Jądrowych w Dubnej, a w latach 1965 – 1989 był dyrektorem instytutu.

## Nagrody
Tytułami doktora honoris causa uhonorowały go m.in. Uniwersytet Wrocławski (26 kwietnia 1972) i Uniwersytet Warszawski (20 listopada 1977). W 1962 r. został członkiem zagranicznym PAN.
Został odznaczony m.in.:
- dwukrotnie Medalem „Sierp i Młot” Bohatera Pracy Socjalistycznej (13 marca 1969 i 20 sierpnia 1979),
- sześciokrotnie Orderem Lenina (1953, 20 sierpnia 1959, 1967, 13 marca 1969, 1975 i 20 sierpnia 1979),
- Orderem Rewolucji Październikowej (20 sierpnia 1984),
- dwukrotnie Orderem Czerwonego Sztandaru Pracy (23 stycznia 1948 i 1954),
- dwukrotnie Orderem „Znak Honoru” (1 października 1944 i 4 listopada 1944),
- bułgarskim Orderem Cyryla i Metodego I klasy (1969),
- północnokoreańskim Orderem Flagi Narodowej,
- dwukrotnie Nagrodą Stalinowską (1947 i 1953),
- Nagrodą Leninowską (1958),
- Nagrodą Państwową ZSRR (1984).